# ريان الجهني (لاعب كرة قدم مواليد 1999)
ريان سعود الجهني مواليد 30 مايو 1999 في، السعودية، هو لاعب كرة قدم سعودي.

## مسيرة اللاعب
لعب في نادي النجمة ونادي اللواء.